# 제단화

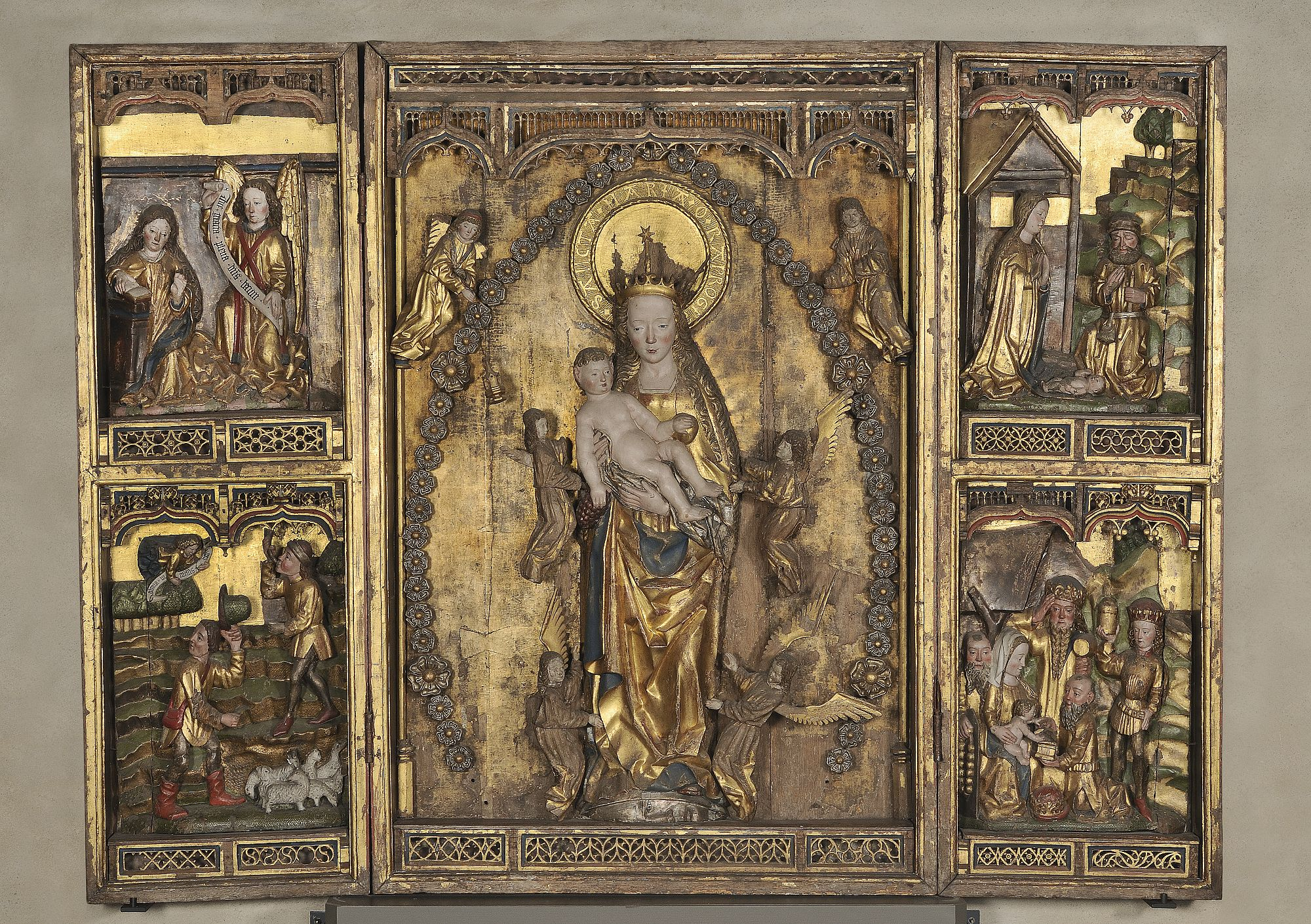

제단화(祭壇畫)는 교회의 제단 장식이다. 구체적으로는 종교적 소재를 그린 그림을 교회 제단 뒤에 설치한다.

## 같이 보기
- 두폭 제단화 (Diptych)
- 세폭 제단화 (Triptych)
- 다폭 제단화 (Polyptych)